# De Havilland Sea Vixen
Le de Havilland Sea Vixen est un avion de chasse britannique bipoutre, biplace et biréacteur. Ce chasseur à réaction de première génération a été construit à 151 exemplaires, et a été utilisé de 1959 à 1972 uniquement par l'aéronavale britannique.

## Conception
Le projet DH.110 a été lancé en 1947 par la société de Havilland, pour répondre à une demande de la Royal Air Force d'un avion de chasse nocturne biplace et biréacteur. Le projet fut rapidement modifié pour répondre aussi au besoin d'un chasseur tout-temps exprimé par la Royal Navy, et deux prototypes furent commandés. Propulsé par deux réacteurs Rolls-Royce Avon RA.3 de 28,9 kN, le premier d'entre eux fit son vol inaugural le 26 septembre 1951 et passa le mur du son en piqué quelques mois plus tard. Le second prototype vola le 25 juillet 1952, équipé de réacteurs Avon RA.7 de 33.3 kN.
Le 6 septembre 1952, le premier prototype se désintégra en vol lors d'une démonstration au Salon aéronautique de Farnborough, tuant ses deux membres d'équipage ainsi que 27 spectateurs, et blessant 63 autres personnes. Quelques semaines plus tard, la Royal Air Force annonçait qu'elle retenait finalement le Gloster Javelin. L'analyse de l'accident révéla une faiblesse structurelle, et l'aile du second prototype fut renforcée pour permettre la reprise des vols d'essais, à partir de 1954.
Entretemps, la Royal Navy cherchait toujours un chasseur tout-temps et avait lancé un appel d'offres fin 1951. La version navalisée du DH.110, avec un train d'atterrissage renforcé, une crosse d'appontage, et des ailes repliables, fut retenue en 1954, et le premier des 10 exemplaires de pré-production fit son vol inaugural le 20 juin 1955. Les essais sur porte-avions furent terminés en avril 1956. Le premier exemplaire de série décolla pour la première fois le 20 mars 1957. En juillet 1959, le Squadron 892 de la Fleet Air Arm était déclaré opérationnel. La livraison des 119 exemplaires se termina en décembre 1962.
Le 1er juin 1962 vit le premier vol du prototype de la version améliorée FAW.2 : notamment, les poutres furent modifiées pour augmenter la capacité en carburant, une perche de ravitaillement en vol fut installée, et l'avion pouvait désormais tirer le missile air-air Red Top (en) ainsi que le missile air-sol AGM-12 Bullpup. Un total de 29 avions furent construits directement au standard FAW.2, et 67 exemplaires de la première version FAW.1 retournèrent en usine pour être modifiés en FAW.2. Les premiers exemplaires furent livrés au Squadron 889 en 1963, et les derniers au Squadron 890 en 1967.

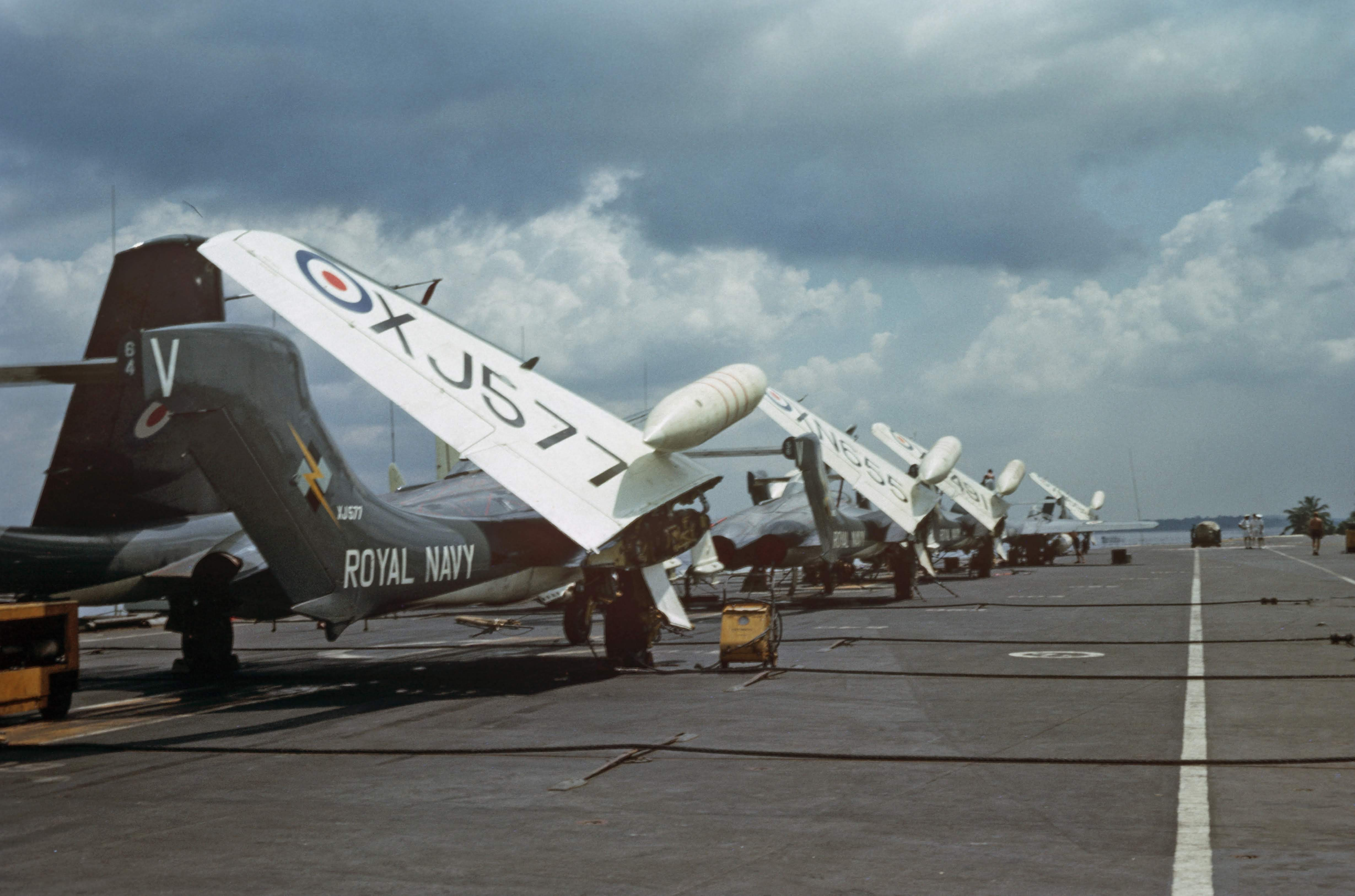
Des Sea Vixen ailes repliés sur le pont d'envol du en décembre 1964 alors à Singapour.

Cependant, à partir de 1966, le gouvernement britannique avait décidé de réduire le nombre des porte-avions en service puis de les retirer complètement, ce qui entraîna la dissolution progressive des unités embarquées. Finalement, après le retrait du Eagle en janvier 1972, la Royal Navy conserva un seul porte-avions, l'Ark Royal, qui resta en service jusqu'en 1979. À son bord, le Sea Vixen fut remplacé par le F-4K Phantom II (appelé FG.1 dans la Royal Navy). La dernière unité concernée fut le Squadron 899 en janvier 1972. Quelques avions furent alors utilisés pour des essais en vol et trois furent convertis en drone pour servir de cibles aériennes. Au début des années 2000, seul un exemplaire du Sea Vixen était encore en état de vol et pouvait être vu lors de meetings aériens.
Le 27 mai 2017, le dernier Sea Vixen en état de vol fait un atterrissage sur le ventre à la base de Yeovilton, à la suite de l'impossibilité pour le pilote de sortir le train ; le pilote s'en sort sain et sauf.

## Production
La production des Sea Vixens fut initialement organisée par de Havilland dans l'ancienne usine de l'ombre Airspeed Ltd à Christchurch près de Bournemouth en mars 1957. En août 1962, toute la production fut transférée à Hawarden (pays de Galles), près de Chester.

## Variantes
- DH.110 - 3 prototypes
- FAW.1 - version initiale, 119 exemplaires construits
- FAW.2 - version améliorée, 29 exemplaires construits et 67 FAW.1 modifiés
- D.3 - cible télécommandée, 3 avions modifiés

## Pays utilisateurs
- Royaume-Uni
  - Royal Navy